# Vista Hermosa, Ometepec
Vista Hermosa är en ort i Mexiko.   Den ligger i kommunen Ometepec och delstaten Guerrero, i den sydöstra delen av landet, 300 km söder om huvudstaden Mexico City. Vista Hermosa ligger 30 meter över havet och antalet invånare är 425.
Terrängen runt Vista Hermosa är kuperad norrut, men söderut är den platt. Runt Vista Hermosa är det glesbefolkat, med 8 invånare per kvadratkilometer. Närmaste större samhälle är Ometepec, 12,3 km nordost om Vista Hermosa. Omgivningarna runt Vista Hermosa är en mosaik av jordbruksmark och naturlig växtlighet.